# Ryszard Czarnecki
Ryszard Henryk Czarnecki (ur. jako Richard Henry Czarnecki 25 stycznia 1963 w Londynie) – polski polityk, historyk, dziennikarz i działacz sportowy.
W latach 1991–1993 oraz 1997–2001 poseł na Sejm I i III kadencji, w latach 2004–2024 deputowany do Parlamentu Europejskiego VI, VII, VIII i IX kadencji, w 1993 wiceminister kultury, w latach 1997–1998 przewodniczący Komitetu Integracji Europejskiej, w latach 1998–1999 minister-członek Rady Ministrów, w latach 2014–2018 wiceprzewodniczący Parlamentu Europejskiego VIII kadencji.

## Życiorys

### Wykształcenie i praca zawodowa
W 1981 ukończył XXXIX Liceum Ogólnokształcące im. Ludowego Lotnictwa Polskiego w Warszawie, a w 1986 studia na Wydziale Filozoficzno-Historycznym Uniwersytetu Wrocławskiego.
W 1988 studiował w Rzymie. W latach 1988–1990 był dziennikarzem „Dziennika Polskiego” wydawanego w Londynie, od 1990 do 1991 sekretarzem redakcji miesięcznika „Głos”, a w 1991 zastępcą redaktora naczelnego „Wiadomości Dnia”. W tym samym roku przez kilka miesięcy zajmował stanowiska redaktora naczelnego „Dziennika Dolnośląskiego” oraz członka zarządu wydawcy tego pisma, spółki Norpol-Press we Wrocławiu. Pełnił też nominalnie funkcję redaktora naczelnego tygodnika „Prosto z (...)”, który spółka ta zamierzała wydawać po zamknięciu „Dziennika Dolnośląskiego”, ale który ostatecznie się nie ukazał. W latach 1993–1997 kierował redakcją katolicką telewizji Polsat. Od 1999 do 2001 przewodniczył radzie programowej Radia Polonia.

### Działalność społeczna i publicystyczna
W 1990 założył fundację „Pro Patria”. Był wiceprezesem (1997–1999 i 2001–2003) i prezesem (1999–2001) klubu żużlowego WTS Atlas Wrocław, a także członkiem rady nadzorczej WKS Śląsk Wrocław (2002–2003). Od września 2001 do grudnia 2002 zajmował stanowisko prezesa Instytutu Prawa i Studiów Europejskich w Warszawie. W 2005 objął funkcję wiceprzewodniczącego Wydziału Zagranicznego Polskiego Związku Piłki Nożnej.
W 2017 planował ubiegać się o stanowisko prezesa Polskiego Komitetu Olimpijskiego, jednak przed samym głosowaniem wycofał swoją kandydaturę. W latach 2018–2021 był wiceprezesem Polskiego Związku Piłki Siatkowej do spraw międzynarodowych. W 2018 wszedł w skład zarządu PKOl.
Publikował m.in. w „Arcanach”, „Gazecie Polskiej”, „Nowym Państwie”, „Naszym Dzienniku”, „Gazecie Finansowej”, „Warszawskiej Gazecie”, „W Sieci Historii” i „Gazecie Polskiej Codziennie”. W 2011 objął funkcję przewodniczącego Rady Nadzorczej spółki Forum wydającej dziennik „Gazeta Polska Codziennie”.

### Działalność polityczna i społeczna
Od 1981 działał w Niezależnym Zrzeszeniu Studentów. W listopadzie i grudniu tego roku uczestniczył na Uniwersytecie Wrocławskim w strajku solidarnościowym ze strajkiem w Wyższej Szkole Inżynierskiej w Radomiu. W latach 80. był kolporterem i autorem podziemnej prasy opozycyjnej. Od 1982 do 1984 współpracował z Polską Niezależną Organizacją Młodzieżową. Od 1982 do 1984 był członkiem zarządu, a od 1984 do 1987 przewodniczącym podziemnego zarządu NZS na Uniwersytecie Wrocławskim. Od 1984 do 1987 był członkiem prezydium krajowego podziemnych struktur tej organizacji. W 1987 został członkiem, a następnie rzecznikiem Krajowej Komisji Koordynacyjnej NZS. Współpracował także z Archiwum Solidarności. 14 listopada 1987 był jednym z sygnatariuszy Ruchu Polityki Realnej przekształconego następnie w Unię Polityki Realnej. W październiku 1989 współtworzył Zjednoczenie Chrześcijańsko-Narodowe. Od 1991 do 1993 był rzecznikiem tej partii.

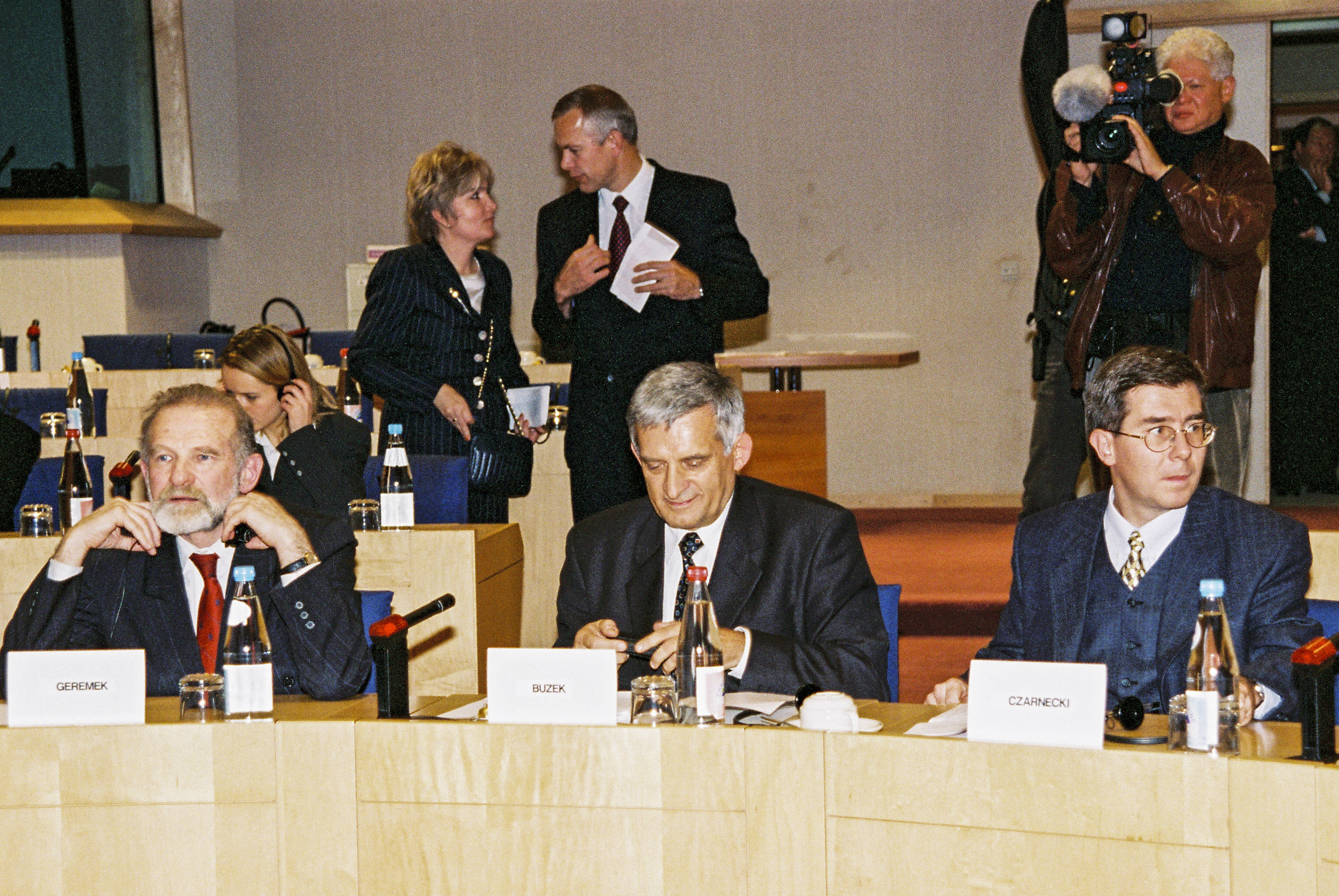
Bronisław Geremek, Jerzy Buzek i Ryszard Czarnecki w 1997 r.

W wyborach parlamentarnych w 1991, otrzymawszy 12 199 głosów został wybrany w okręgu wrocławskim posłem na Sejm I kadencji z listy Wyborczej Akcji Katolickiej. Od 1991 do 1993 był wiceprzewodniczącym Komisji Kultury i Środków Przekazu. Od czerwca do września 1993 sprawował funkcję wiceministra kultury w rządzie Hanny Suchockiej. W wyborach w 1993 bez powodzenia kandydował do Sejmu z listy Katolickiego Komitetu Wyborczego „Ojczyzna”. W listopadzie 1993 został wiceprezesem ZChN. Po rezygnacji Wiesława Chrzanowskiego, w październiku 1994 zastąpił go na czele partii, a w marcu 1995 został formalnie wybrany na prezesa ZChN. Funkcję tę pełnił do lutego 1996.
W wyborach parlamentarnych w 1997, uzyskując 37 001 głosów, zdobył mandat poselski z listy Akcji Wyborczej Solidarność. Od 17 października 1997 do 27 lipca 1998 był przewodniczącym Komitetu Integracji Europejskiej (w randze ministra). Od 27 lipca 1998 do 26 marca 1999 pełnił urząd ministra-członka Rady Ministrów w rządzie Jerzego Buzka. Po odejściu z rządu przewodniczył sejmowej Komisji Łączności z Polakami za Granicą.
W kwietniu 2001 został prezesem regionu dolnośląskiego ZChN. W wyborach parlamentarnych w tym samym roku ubiegał się ponownie o mandat posła z listy Akcji Wyborczej Solidarność Prawicy, która nie przekroczyła progu wyborczego (uzyskał 5261 głosów). W wyborach samorządowych w 2002 bez powodzenia kandydował na prezydenta Wrocławia z ramienia Komitetu Wyborczego Wyborców Nasz Wrocław, zdobywając 8797 głosów (5,37%).
Pozostając członkiem ZChN, wiosną 2002 objął funkcję doradcy Andrzeja Leppera i Samoobrony RP ds. Unii Europejskiej. W 2003 przez kilka miesięcy był doradcą prezydenta Włocławka Władysława Skrzypka ds. integracji z UE. W lutym 2004 został członkiem Samoobrony RP, po czym w wyborach w czerwcu tego samego roku uzyskał mandat deputowanego do Parlamentu Europejskiego z listy tego ugrupowania, otrzymując 31 717 głosów w okręgu dolnośląsko-opolskim. W Europarlamencie zajął się m.in. unijnymi przedsięwzięciami monitorującymi wybory w krajach Trzeciego Świata. Od 2004 do 2007 wchodził w skład rady politycznej Samoobrony RP. Był członkiem komitetu wyborczego Andrzeja Leppera jako kandydata w wyborach prezydenckich w 2005. Przed wyborami samorządowymi w 2006 był kandydatem na prezydenta Wrocławia, jednak wycofał swoją kandydaturę i poparł Rafała Dutkiewicza. 16 lipca 2007 został wykluczony z Samoobrony RP, co uzasadniono jego sprzeciwem wobec decyzji partii o opuszczeniu koalicji rządowej.

Czarnecki w Bukareszcie z Georgem Simionem i Petrișorem Peiu, 4 maja 2025 r.

We wrześniu 2008 wstąpił do Prawa i Sprawiedliwości. W wyborach do Parlamentu Europejskiego w 2009, kandydując z listy tej partii w okręgu kujawsko-pomorskim, otrzymał 27 106 głosów i zdobył ponownie mandat europosła. W styczniu 2011 wszedł w skład komitetu politycznego PiS. W wyborach w 2014 z listy PiS po raz trzeci został wybrany do Europarlamentu, startując tym razem w okręgu wielkopolskim. 1 lipca 2014 został wybrany na jednego z wiceprzewodniczących Parlamentu Europejskiego, odwołany z tej funkcji 7 lutego 2018.
W wyborach do Parlamentu Europejskiego w 2019 Ryszard Czarnecki kandydował z listy komitetu wyborczego Prawo i Sprawiedliwość w okręgu wyborczym nr 4 (Warszawa), uzyskując po raz kolejny mandat poselski. W wyborach do Parlamentu Europejskiego w 2024 kandydował z listy tego samego komitetu w okręgu wyborczym nr 7 (Wielkopolska) i nie uzyskał mandatu.
Działał w Polskim Komitecie Olimpijskim i został jego oficjalnym delegatem na Letnich Igrzyskach Olimpijskich 2020.

## Wyniki wyborcze
| Wybory | Komitet wyborczy                   | Komitet wyborczy                       | Organ                             | Okręg           | Wynik          |
| ------ | ---------------------------------- | -------------------------------------- | --------------------------------- | --------------- | -------------- |
| 1991   |                                    | Wyborcza Akcja Katolicka               | Sejm I kadencji                   | nr 11           | 12 199 (3,37%) |
| 1993   |                                    | Katolicki Komitet Wyborczy „Ojczyzna”  | Sejm II kadencji                  | nr 50           | 7937 (1,89%)   |
| 1997   |                                    | Akcja Wyborcza Solidarność             | Sejm III kadencji                 | nr 50           | 37 001 (9,00%) |
| 2001   |                                    | KKW Akcja Wyborcza Solidarność Prawicy | Sejm IV kadencji                  | nr 3            | 5261 (1,26%)   |
| 2004   |                                    | Samoobrona Rzeczpospolitej Polskiej    | Parlament Europejski VI kadencji  | nr 12           | 31 717 (5,36%) |
| 2009   |                                    | Prawo i Sprawiedliwość                 | Parlament Europejski VII kadencji | nr 2            | 27 106 (7,18%) |
| 2014   | Parlament Europejski VIII kadencji | Prawo i Sprawiedliwość                 | nr 7                              | 84 228 (14,40%) |                |
| 2019   | Parlament Europejski IX kadencji   | Prawo i Sprawiedliwość                 | nr 4                              | 134 629 (9,73%) |                |
| 2024   | Parlament Europejski X kadencji    | Prawo i Sprawiedliwość                 | nr 7                              | 66 098 (6,43%)  |                |

## Kontrowersje

### Porównanie Róży Thun do szmalcowników
W opublikowanej 3 stycznia 2018 rozmowie z portalem niezalezna.pl Ryszard Czarnecki porównał europosłankę Platformy Obywatelskiej Różę Thun do szmalcowników. W związku z tym, na wniosek liderów czterech frakcji PE, 7 lutego 2018 w głosowaniu tajnym został odwołany ze stanowiska wiceprzewodniczącego Parlamentu Europejskiego, za „poważne uchybienia” regulaminu. Był to pierwszy przypadek odwołania wiceprzewodniczącego w historii Parlamentu Europejskiego. W czerwcu 2019 Trybunał Sprawiedliwości Unii Europejskiej odrzucił skargę Ryszarda Czarneckiego na odwołanie z funkcji wiceprzewodniczącego PE, uznając ją za bezzasadną.
Róża Thun uznała wypowiedź Ryszarda Czarneckiego za poniżającą i zażądała od niego przeprosin w mediach oraz wpłaty 50 tys. złotych na rzecz organizacji „Forum Dialogu” oraz Stowarzyszenia „Dzieci Holokaustu”. W sierpniu 2019 Sąd Okręgowy w Warszawie uznał, że Ryszard Czarnecki porównując Różę Thun do szmalcowników naruszył jej dobre imię, w związku z czym nakazał mu publikację przeprosin pod adresem europosłanki PO na stronie głównej Niezalezna.pl oraz na stronie głównej jego bloga w terminie 14 dni od uprawomocnienia się wyroku, a także zapłatę po 15 tys. złotych na rzecz dwóch wspomnianych organizacji. Ryszard Czarnecki zapowiedział odwołanie od wyroku. We wrześniu 2020 Sąd Apelacyjny w Warszawie utrzymał w mocy wyrok sądu pierwszej instancji, nakazując Ryszardowi Czarneckiemu przeprosiny za „niestosowne i głęboko raniące” porównanie, które było bezprawne, oraz zapłatę orzeczonej w pierwszej instancji sumy na cel społeczny. Sąd wskazał, że „pozwany przekroczył granice dopuszczalnej krytyki i nadużył wolności słowa”. We wrześniu 2021 Ryszard Czarnecki opublikował przeprosiny wobec Róży Thun, przyznając, że jego słowa były „niestosowne i głęboko obraźliwe”.

### Zarzuty Europejskiego Urzędu ds. Zwalczania Nadużyć Finansowych
W 2020 Europejski Urząd ds. Zwalczania Nadużyć Finansowych (OLAF) skierował wniosek do polskiej prokuratury w sprawie niekorzystnego rozporządzenia przez niego mieniem Parlamentu Europejskiego przy składaniu wniosków o zwrot kosztów podróży służbowych. W kwietniu 2021 Parlament Europejski zobowiązał Czarneckiego do zwrotu 100 000 euro, które europoseł bezprawnie pobrał na rzecz swoich delegacji. Czarnecki podporządkował się temu wymogowi i oddał wyznaczoną kwotę.

### Afera Collegium Humanum
11 września 2024 został zatrzymany przez CBA w związku z tzw. aferą Collegium Humanum, prywatnej uczelni kierowanej uprzednio przez jego bratanka Pawła Czarneckiego, gdzie Ryszard Czarnecki pełnił szereg honorowych funkcji. Zarzuty wobec tej uczelni dotyczą m.in. sprzedaży dyplomów MBA. Dzień później rzecznik PiS Rafał Bochenek poinformował, że decyzją Jarosława Kaczyńskiego Czarnecki został zawieszony w prawach członka partii.

## Życie prywatne
Urodził się w Londynie jako Richard Henry Czarnecki. W 2013 oficjalnie zmienił imiona na Ryszard Henryk. Jest wnukiem Henryka Karola Czarneckiego oraz synem profesor Marii Bielińskiej-Czarneckiej i Henryka Tadeusza Czarneckiego, twórcy m.in. filmów polsko-radzieckich i drugiego reżysera filmu Hubal. Jego rodzice rozwiedli się rok po narodzinach syna.
Z pierwszego małżeństwa, które zakończyło się rozwodem, ma dwóch synów: Przemysława (ur. 1983), polityka, oraz Bartosza (ur. 1990), który został zatrudniony w Polskiej Grupie Zbrojeniowej. Później zawarł związek małżeński z Emilią, córką Mirosława Hermaszewskiego, z którą ma syna Stanisława (ur. 2010).

## Publikacje
- Lata niezakończonej walki: Polska i Polacy: w pięćdziesiątą rocznicę Września 1939, Gryf, Londyn 1989.
- Droga do Polski: wybór publicystyki historyczno-politycznej z lat 1987–1989, Caldra House Limited i Polska Fundacja Kulturalna, Londyn 1991.
- Widziane z Wrocławia, Wydawnictwo Dolnośląskie, Wrocław 2001.
- W skórze reportera, Zysk i S-ka, Poznań 2011.
- Mój kraj, mój świat, Zysk i S-ka, Poznań 2014.

## Odznaczenia i wyróżnienia
Ordery i odznaczenia
- Krzyż Wolności i Solidarności – nadany za zasługi w działalności na rzecz niepodległości i suwerenności Polski oraz respektowania praw człowieka w Polskiej Rzeczypospolitej Ludowej (2014)[63]
- Prezydencki Order Doskonałości – Gruzja (2013)[64]
- Order „Za zasługi” III stopnia – Ukraina (2015)[65][66]
- Medal Mychitara Gosza – Armenia (2017)[67]

Nagrody i wyróżnienia
- Nagroda MEP Awards w kategorii rozwój (2008)[68]
- Medal Collegium Humanum (2021)[69]
- Doktorat honoris causa Państwowego Uniwersytetu Lingwistycznego i Nauk Społecznych im. Briusowa w Erywaniu w Armenii (2015)[70]
- Doktorat honoris causa University of World Economy and Dyplomacy w Taszkiencie w Uzbekistanie (2021)[71]